# Género Zeefuik
Género Zeefuik (Amsterdam, 5 aprile 1990) è un ex calciatore olandese, di ruolo attaccante.

## Carriera

### Club
Il 28 febbraio 2015, schierato prima punta in un 4-2-3-1, realizza una tripletta nella sfida tra Hearts e Cowdenbeath, incontro conclusosi sul 10-0: in particolare, grazie ai due rigori segnati tra il 26' ed il 29', firma una delle triplette più veloci della storia.

### Nazionale
Ha giocato nelle nazionali giovanili olandesi Under-17, Under-19 ed Under-21.

## Palmarès

### Club

#### Competizioni nazionali
- Campionato olandese: 2

PSV: 2006-2007, 2007-2008
- Scottish Championship: 1

Hearts: 2014-2015